# Tridenchthonius parvulus
Espèce
Tridenchthonius parvulus est une espèce de pseudoscorpions de la famille des Tridenchthoniidae.

## Distribution
Cette espèce est endémique du Paraguay.

## Publication originale
- Balzan, 1887 : Chernetidae nonnullae Sud-Americanae, II. Asuncion.